# Comexi
Le Conseil mexicain des relations internationales (COMEXI) (en espagnol Consejo Mexicano de Asuntos Internacionales) est jusqu’à ce jour le premier et unique forum pluriel et multidisciplinaire tourné vers le débat et  l’analyse concernant le rôle du Mexique  dans le monde ainsi que  l’influence grandissante des événements internationaux sur les actions nationales. 
Le conseil a été créé le 22 novembre 2001. Il est une association civile sans but lucratif et entièrement indépendante du gouvernement. Son financement est possible exclusivement grâce à la contribution de ses associés, de ses associés corporatifs ainsi que de ses amis.

## Objectifs
- Créer un forum qui réunisse différents secteurs de la société mexicaine et faciliter les rencontres entre ces derniers et leurs homonymes étrangers.
- Organiser des séminaires, des ateliers et des réunions de travail où s'échangent idées et expériences qui  peuvent s'avérer utiles aux personnes chargées des relations internationales du
- Mexique ou aux personnes intéressées par ce domaine.
- Créer des liens institutionnels avec des organisations étrangères similaires.
- Développer des projets de recherche  portant sur des questions d'importance susceptibles d'intéresser les membres de l’association.

Associés
COMEXI compte parmi ses 450 personnalités venant de secteurs et courants idéologiques différents. Grâce au Programme Ordinaire et ses trois programmes spéciaux le Programme Corporatif, dirigé par les entreprises leaders, le Programme Institutionnel, qui regroupe les représentations diplomatiques et les centres de recherches et d’enseignements et le Programme de Jeunes, créé pour soutenir la formation de futurs leaders.
Associés Corporatives
| Telmex                   | Union Pacific               |
| American Express Co.     | British Petroleum           |
| América Móvil            | Grupo Bimbo                 |
| Toyota                   | ExxonMobil                  |
| FEMSA                    | Solana Consultores          |
| Grupo Gigante            | Grupo Empresarial Olmeca    |
| Grupo Televisa           | Grupo Financiero Scotiabank |
| Grupo Financiero HSBC    | Grupo México                |
| Grupo Financiero Banamex |                             |

Associés Institutionnels
| Ambassade des États-Unis                                                                    | Delegation du Québec                                        |  |
| Ambassade du Canada                                                                         | Ambassade de l´Australie                                    |  |
| Ambassade de l´Afrique du Sud                                                               | Ambassade de Finlande                                       |  |
| Delegation de l´Union européenne                                                            | Université Iberoamericana                                   |  |
| Royale Ambassade de Norvège                                                                 | Ambassade du Japon                                          |  |
| Ambassade de France                                                                         | Organisation de Coopération et de Développement Économiques |  |
| El Colegio de México, A.C.                                                                  | Ambassade de la République de Turquie                       |  |
| Ambassade de Nouvelle-Zélande                                                               | Ambassade de Suisse                                         |  |
| Université Anáhuac Nord au Mexique                                                          | Centre de recherche sur l´Amérique du Nord(CISAN-UNAM)      |  |
| Ambassade d´Irlande                                                                         | Ambassade de la République populaire du Chine               |  |
| Ambassade du Brésil                                                                         | Ambassade de Suède                                          |  |
| Ambassade d´Argertine                                                                       | Institut Technologique Autonome du Mexique                  |  |
| Coordination Générale des Affaires Internationales et des Relations Parlementaires du Sénat | Ambassade de l´Inde                                         |  |
| Ambassade du Royaume-Uni de Grande-Bretagne et d´Irlande du Nord                            | Ambassade du Royaume du Maroc                               |  |
| Ambassade d´Israël                                                                          | Institute National de Administration Publique (INAP)        |  |

## Activités
COMEXI est l’auteur de travaux inédits comme l’étude d’opinion semestrielle «  le Mexique et le Monde » élaborée conjointement avec le Centre de recherche et d’enseignement économiques (CIDE). De plus, la Collection des Cahiers du Conseil Mexicain des Relations Internationales a été publié pour la première fois en 2008.
Comme partie intégrante de ses activités, le COMEXI participe à des conférences, à des groupes d’étude et à des ateliers sur des thèmes concernant le Mexique et ses partenaires internationaux. Nous sommes associés au Council on Foreign Relations, au Chicago Council on Global Affairs, au Council of the Americas, au Pacific Council on International Policy et au  Woodrow Wilson Center for Scholars aux États-Unis ; tout comme nous sommes partenaire de six autres Conseils d’Amérique latine (Conseil argentin des relations internationales, le Conselho Brasileiro de Relações Internacionais, le Conseil chilien des relations internationales, le Conseil uruguayen des relations internationales, le Centre d'études internationales du Paraguay et le Centre péruvien des Relations Internationales). De plus, il existe un Protocole d’Entente avec l’Institut Fernando Henrique Cardoso au Brésil et avec l´Indian Council of World Affairs.
Depuis 2003, le Woodrow Wilson International Center for Scholars et le COMEXI ont créé un programme de bourse destiné à des chercheurs travaillant sur le thème de la relation bilatérale Mexique- États-Unis. De cette manière, chaque année trois chercheurs peuvent réaliser des séjours de recherche dans le Woodrow Wilson Center, à Washington DC.
À ce jour, COMEXI s'est imposé comme un chef de file dans les questions de politique étrangère. L'apparition du Conseil dans les programmes de radio et de télévision d'analyse, en plus de 30 associés dans la presse qui publient dans la presse écrite quotidiennement. Le niveau des associés et ses délibérations, dans un cadre informel et ouvert, a converti COMEXI en forum de rencontres obligatoire pour les personnalités visitant notre pays.

## Centre d´Information
Le site web a un centre d'information qui offre à ceux qui s'intéressent à l'ordre du jour international, une série de documents (non publié plusieurs), produit des recherches fait par le Conseil dans les institutions les plus reconnues dans le monde entier.
Le Centre a une division régional et thématique, ce qui facilite la navigation pour les utilisateurs.